# Drobne cwaniaczki
Drobne cwaniaczki (ang. Small Time Crooks) – amerykańska komedia kryminalna z 2000 roku w reżyserii Woody'ego Allena. Zdjęcia kręcono w Nowym Jorku.

## Obsada
- Woody Allen – Ray Winkler
- Tracey Ullman – Francis Frenchy Fox Winkler
- Hugh Grant – David
- Michael Rapaport – Denny
- Tony Darrow – Tommy
- Jon Lovitz – Benny